# Імадеддін Насімі
Імадеддін Насімі (повне та справжнє ім'я: Сеїд Алі ібн Сеїд Мохаммед, азерб. Seyid Əli İmadəddin Nəsimi عمادالدین نسیمی, араб. عمادالدین نسیمی (1369-ий рік, Шамахи — 1417-ий рік, Алеппо) — азербайджанський поет, мислитель. Відомий за ім'ям «Імадеддін Насімі». Він отримав першу освіту в Шамасі, вивчав науки того часу, історію релігій, логіку, математику та астрономію.

## Життєпис
Широкої інформації про життя Насімі не існує. Більшість джерел вказують на його ім'я як Імадеддін, проте також існують джерела, у яких справжнє ім'я Насімі зазначено як Алі й Омар. Багато дослідників стверджують, що він народився у Шамасі, інші ― в Бурсі, Табризі, Баку, Діярбакирі і навіть у Ширазі.
Батько поета, Сеїд Мохаммед, був одним із відомих особистостей міста Ширвана. У Насімі також був і брат. Відомо, що він жив у Шамасі, писав вірші під псевдонімом Шах Хандан і був похований на старовинному кладовищі, відомому під цим ім'ям. У пост-ісламський період Шамахи перетворився на один із найбільших культурних центрів. Тут діяло багато шкіл, медресе, популярні на усьому Сході поетичні та музичні ради, були наявні багаті громадські та приватні бібліотеки. Трохи за межами столиці, у місці під назвою Малхам, діяла медична академія Дар-уш-шафа, заснована дядьком відомого поета Хагані Ширвані, ученим і лікарем Кафіаддіном. Шкільні роки Насімі пройшли у такому середовищі.

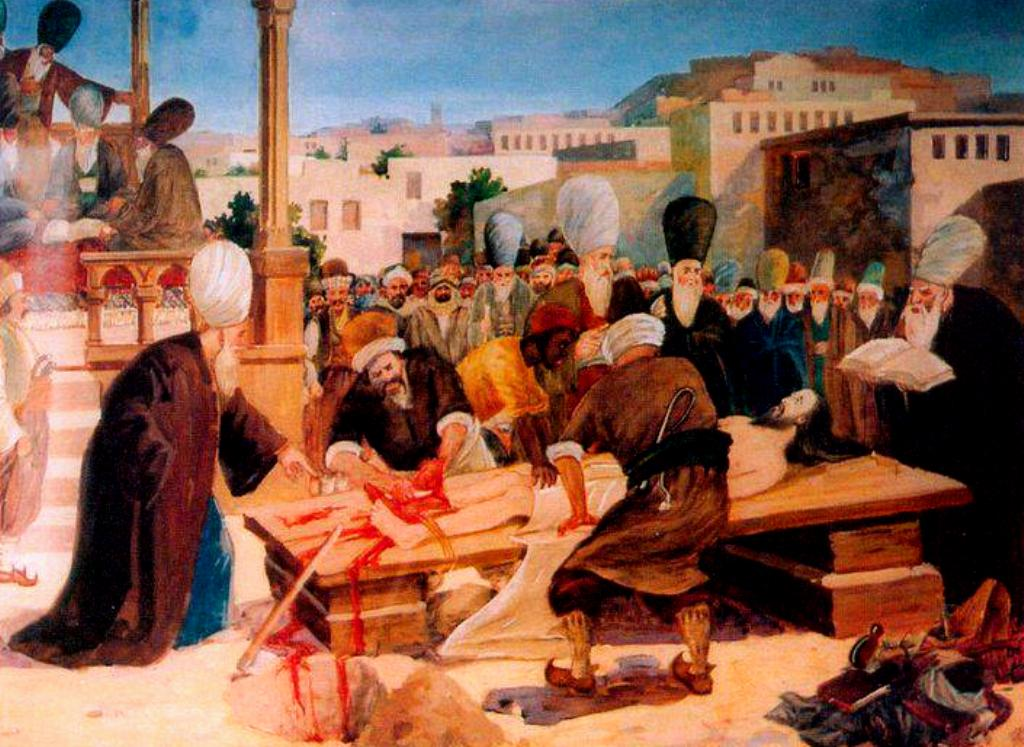
Смерть Несімі Азімом Азімзаде.

Насімі, отримавши освіту від видатних учених з відповідних наук свого періоду, вступив на службу до хуруфіста Фазлуллаха Наімі та отримав користь від його виховання й учіння. Він був супутником свого шейха-наставника Наімі у всіх його подорожах і одружився з його донькою. Аналіз творів поета показує, що Насімі зміг здобути прекрасну освіту у Шамасі, що відповідала вимогам кращих університетів того часу. Він освоїв класичну східну і давньогрецьку філософії, а також глибоко освоїв їхню літературу, був тісно знайомий з основами ісламу та християнства, глибоко освоїв науки: медицину, астрономію, астрологію, математику і логіку. Він настільки гарно вивчив мови, що вмів писати однаково красиві вірші азербайджанською, перською та арабською мовами. Мова його віршів, написаних азербайджанською мовою, вирізняється як багатством, так і близькістю до народного мовлення, велику кількість тут складають прислів'я, приказки, слова мудрості. Рубаї Насімі дуже близькі до баятів, які є зразками азербайджанської народної поезії.
У поезії Насімі часто згадуються імена відомих вчених і поетів як Азербайджану, так і інших країн Сходу. Серед них Ібн Сіна, Хагані, Нізамі, Фалак, Мансур Халладж, Фазлуллах Наімі, Шейх Махмуд Шабустарі, Овхаді Марагай та інші. У час, коли хуруфісти опинилися під серйозним тиском Теймурланга, Насімі покинув батьківщину, він був змушений жити в Іраку, Туреччині, Сирії. Він був страчений у місті Алеппо за висунуті ним пантеїстичні ідеї, засновані на вченні хурфізму. Ібн аль-Імад Ханбалі пише про страту Насімі: «Він, шейх хуруфістів, проживав у Алеппо, його прихильники розмножилися, його новаторство зросло, справи дійшли до того, що султан наказав його вбити, йому відтяли голову, здерли з нього шкіру, його розіп'яли».
Насімі не виклав свої ідеї у повній системі в окремих трактатах як професійний філософ тому, що після широкомасштабних суфійських філософських праць Міянаджі та Ібн Арабі не було необхідності писати трактати в цьому контексті. Що стосується теоретичних основ хуруфізму, то вони вже були розроблені у творах Насімі.

## Творчість
Насімі, з присутньою йому майстерністю, використовує багатство мови у своїх газелях. Іноді поет будує вірші лише на зверненнях і виразних повторах. Наприклад: У мене вмістяться обидва світи, але в цей світ я не вміщусь.
|  | Gövhər-i lâ-məkan mənəm, kövn ü məkana sığmazam. |

Поезія філософа-поета дуже скоро набирає популярності серед народів Середньої Азії, Туреччини та Ірану. За його переконання його ім'я, разом з Мансуром Халладжем, стає символом незвичайної вірності та мужності. Його твори перекладаються багатьма мовами, а письменники, які пишуть на цих мовах, наслідують його. Багато хто зазнав страждань, навіть був позбавлений життя, за виразне читання серед народу віршів Насімі та поширення його хуруфістських ідей. У перші роки своєї творчості Насімі, як і його вчитель Наімі, стоїть на позиції суфізму та продовжує викладати вчення відомого суфійського шейха Шіблі. На цьому етапі поет пише свої твори під псевдонімами «Хусейні», «Сеїд Хусейні» і «Сеїд». Проте ближче до духу Насімі було вчення суфійського іранського філософа-поета Х століття Мансура Халладжа. Саме він уперше сказав: «Я Бог!» За такі богохульні думки Мансур Халладж постійно піддавався переслідуванням і, урешті, закінчив своє життя на шибениці. Насімі, який також був готовий зробити таку пожертву заради своїх переконань, захоплювався Мансуром і оспівував його у своїх творах. Цікаво те, що Насімі, навіть після прийняття хуруфістського вчення, продовжував захоплюватися Халладжем. Ці слова у певному сенсі також можна сказати про суфійську філософію, якій був вірний Насімі довгий час. У зв'язку з цим Зумруд Гулузаде пише: «У центрі творчості Насімі є прекрасний, потопаючий у власному світлі, Бог, який закоханий у ліричного героя, возвеличує і вдосконалює його. Найвищим, піднесеним почуттям для людини є дорости до бажання цієї любові, приєднатися до неї, розчинитися у ній. Поет пише, що, незважаючи на слова тих, хто називає кохання гріхом, воно не зійде з цього шляху. Тому що тільки цей шлях може привести людей до Бога, до істини.» Пізніше читаємо: «Однак поступово у світогляді Насімі суфізм замінюється хуруфізмом. Це передусім відображається у зміні у пантеїстичних поглядах поета. У основі цих поглядів починають стояти вже не любов і сп'яніння, а літера і розум. З того часу у філософії Насімі поклоняється створеному Наімі хуруфізму та проповідує його основні положення. Проте хуруфізм, що проповідує Насімі, не тотожний з ученням, що створив Наімі.»
Слід зазначити, що диван Насімі був виданий Гамідом Мохаммедзаде у 1972 році в Азербайджані та один раз у Ірані під назвою «Сімург у темряві ночі» за ініціативою Сеїда Алі Салеха, у 1968 році був опублікований Гусейном Ахі, у 1980 році видавництвом Форугі та у 1972 році видавництвом Нашрі Неі, зусиллями Джалала Пандарі. Заступник директора Інституту рукописів імені Мохаммеда Фізулі НАН Азербайджану, доктор філологічних наук Паша Карімов у Національній бібліотеці Анкари придбав копії двох примірників дивана великого азербайджанського поета Імадеддіна Насімі, написаних рідною мовою. Перший диван, що складається з 83 аркушів було переписано чітким зрозумілим почерком. Другий диван, що складається з 308 аркушів, також був переписаний охайним і гарним почерком. Слід зазначити, що цей диван є одним з наймісткіших серед рукописів Насімі. На початку дивану написані такі слова: «Divani-həzrəti-Seyyid Nəsimi qəddəsə sirülhül-əziz» («Диван великого Сеїда Насімі (за очищення душі*)»).
Сюди входять 711 газелів, 6 тарджибандів, 3 двовірша, 9 мустазадів, 5 мухаммасів, 603 рубаї, 3 гіти. Цікавим є те, що у цьому примірнику є ряд віршів, які ми не знайшли у рукописних та друкованих диванах Насімі. Хоча у джерелах ми не зустріли жодного мухаммаса, тут подається п'ять його мухаммасів. Це вказує на те, що ці вірші можуть належати й хуруфістам, які, використовуючи авторитет Насімі, писали від його імені з метою поширення хуруфізму.
Українською мовою окремі твори Насімі перекладали Павло Мовчан, Станіслав Тельнюк, Микола Мірошниченко, Дмитро Чистяк. Ці переклади увійшли до видання «І шляхом Істини постав я сам…», упорядкованого та прокоментованого П.Ахундовою і Д.Чистяком, опублікованого до 650-річчя поета (К: Саміт-Книга, 2019) за підтримки Державного центру перекладу Азербайджану.

## Пам'ять
Після здобуття незалежності Азербайджанської Республіки Інститут мовознавства Національної академії наук Азербайджану був названий на честь Насімі.
15 листопада 2018 року Президент Азербайджану підписав розпорядження про відзначення 650-річного ювілею Імадеддіна Насімі у наступному році.
19 листопада 2018 року в Московському державному інституті міжнародних відносин відбулася церемонія відкриття бюста Насімі.
У 2025  в Центрі сучасного мистецтва YARAT, Баку , був представлений  міжнародний проєкт  українського куратора   Костянтина Дорошенка  «Я і ковчег, я і потоп всесвітній»,  присвячений філософії  Насімі, за участі художників з Азербайджану,  України  Грузії,  Литви,  Боснії  і Герцеговини  та  Чехії.

## Озвучені вірші
- Расім Балаєв — «Де ти» («Hardasan»)
- Расім Балаєв та інші — «У мене вмістяться обидва світи» («Məndə sığar iki cahan»)
- Нураддін Мехдіханли — «У мене вмістяться обидва світи» («Məndə sığar iki cahan»)
- Музичні твори, написані на його вірші
- Пісня дервішів «Не бажай» («İstəmə») із фільму «Насімі» — музика: Тофік Кулієв
- Пісня дервішів «Різко прокинься» («Qafil oyan») із фільму «Насімі» — музика: Тофік Кулієв
- Зейнаб Ханларова — «Що зробив» («Neynədi»)
- Камала Набієва — народна ритмічна мелодія Катар («Qatar təsnifi») («У руїнах своєї душі я знайшла скарбницю таємниць») («Könlümün viranəsində gənci-pünhan bulmuşam»)

## Музичні твори, присвячені Насімі

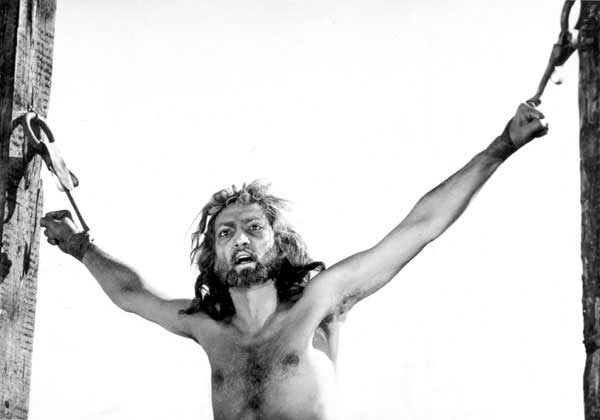

- Сказання про Насімі («Nəsimi dastanı») — балет Фікрета Амірова[19].

## Фільмографія
- Насімі (фільм, 1971)
- Насімі (фільм, 1973)
- Імадеддін Насімі (фільм, 1973)
- У мене вмістяться обидва світи… (фільм, 1973)
- У ісламській суфійській літературі молитва, яка читається померлим предкам.

## У літературі
Павло Загребельний у романі «Роксолана» наводить один диван Насімі «В мені живуть обидва світи, та я в світах цих не вміщусь», який раб читає Роксолані.